# Polystomellina didymopanacis
Polystomellina didymopanacis är en svampart som beskrevs av Bat. & A.F. Vital 1958. Polystomellina didymopanacis ingår i släktet Polystomellina och familjen Microthyriaceae.   Inga underarter finns listade i Catalogue of Life.